# Tour Montparnasse
A Tour Montparnasse (hivatalos nevén Tour Maine-Montparnasse) egy 210 m magas irodaház Párizs Montparnasse negyedében. Az 1969 és 1973 között felhúzott épület átadását követően Franciaország legmagasabb felhőkarcolója volt, a Tour First 2011-es átadása óta pedig a második legmagasabb. Főként cégek, vállalatok használják.
A Tour Montparnasse az egyetlen felhőkarcoló, amely Párizs belterületén van, nem pedig a La Défense kereskedelmi negyedben. Megépítésétől kezdve máig számos kritika érte, mivel úgy vélik, hogy tönkretette a belváros látképét.

## Építése
Története egészen 1934-re nyúlik vissza, mikor a SNCF vasúttársaság tervbe vette a Paris Gare Montparnasse állomás újjáépítését. Ez végül az 1960-as években történt meg; az állomást áthelyezték, a megüresedett telekre pedig új épületeket terveztek egy nagyszabású városrendezési művelet keretében. A Tour Montparnasse ötletét 1959-ben vetették föl, a terveket 1966–1969 között dolgozta ki Eugène Beaudouin, Urbain Cassan, Jean Saubot és Louis Hoÿm de Marien. 1968-ban André Malraux kiadta az építési engedélyt, 1969-ben pedig Georges Pompidou zöld utat adott az építkezésnek. Alapkövét 1970 áprilisában helyezték el, felavatása 1973. június 18-án történt.
Átadását követően Európa legmagasabb irodaháza volt (a frankfurti Messeturm 1990-es megnyitásáig) és Franciaország legmagasabb épülete (a Tour First 2011-es átadásáig).

## Bemutatása
59 emeletetes, magassága 210 méter, alapja 50 x 32 méter. 25 felvonó szolgálja ki. Legnagyobb részét irodák foglalják el, 52 emeleten 90 000 m² felületen, és körülbelül 5000 ember dolgozik itt. Az 56. emeleten található étterem és a tetőterasz nyitott a nagyközönség számára. Tiszta időben a látótávolság 40 km is lehet. A 2000-es években évi 600 ezer turista látogatta.

## Kritikák
Kritikusai úgy vélik, hogy az aránytalanul magas épület negatívan befolyásolja Párizs látképét. A felháborodás hatására a város 1975-ben betiltotta további magasépületek építését Párizs területén, azonban a Tour Montparnasse-t ott hagyták, ahol van. Egy 2008-as felmérés Európa legocsmányabb épületének szavazta meg. 2016-ban átépítésétől döntöttek, hogy tetszetősebb kinézetű legyen.

## Képgaléria

Párizs magas építményei összehasonlítva a toronnyal
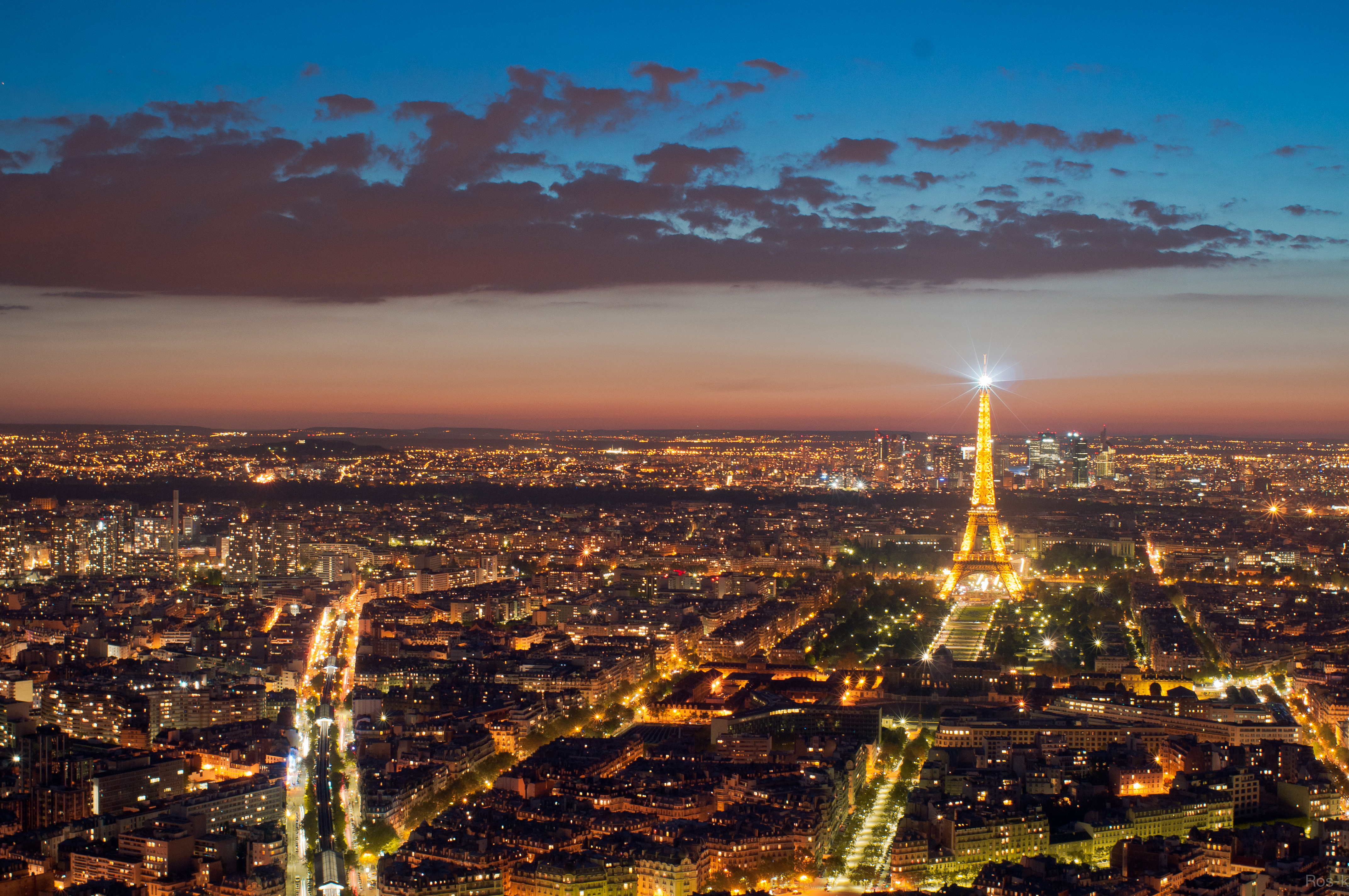
Éjszakai fotó a tetőről
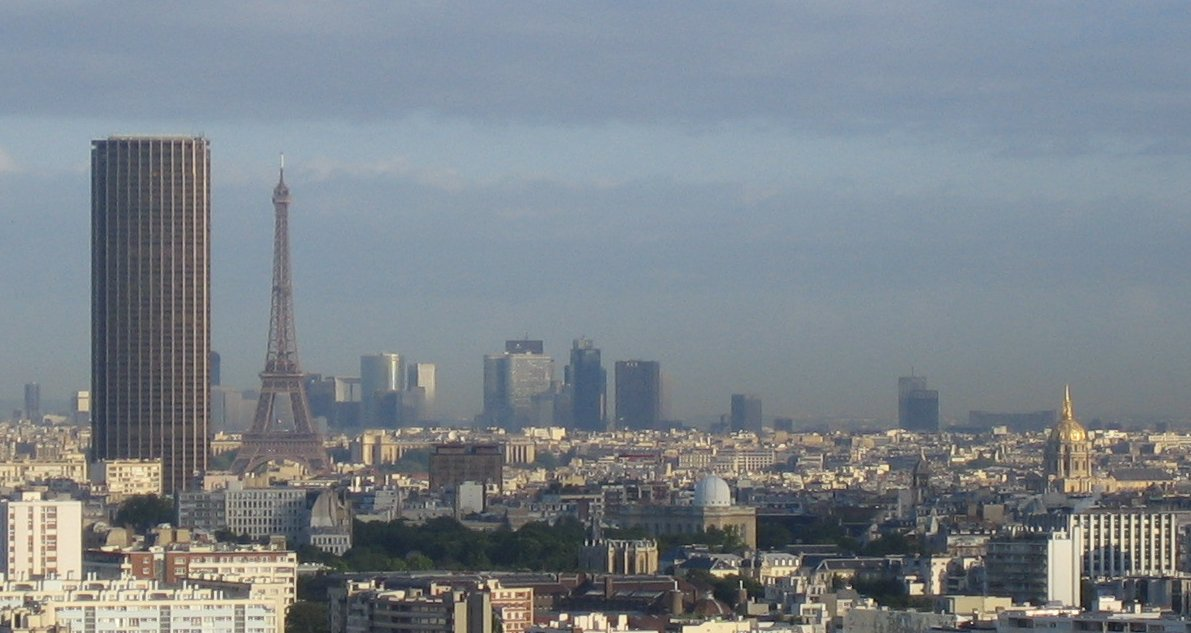
A Tour Montparnasse és az Eiffel-torony
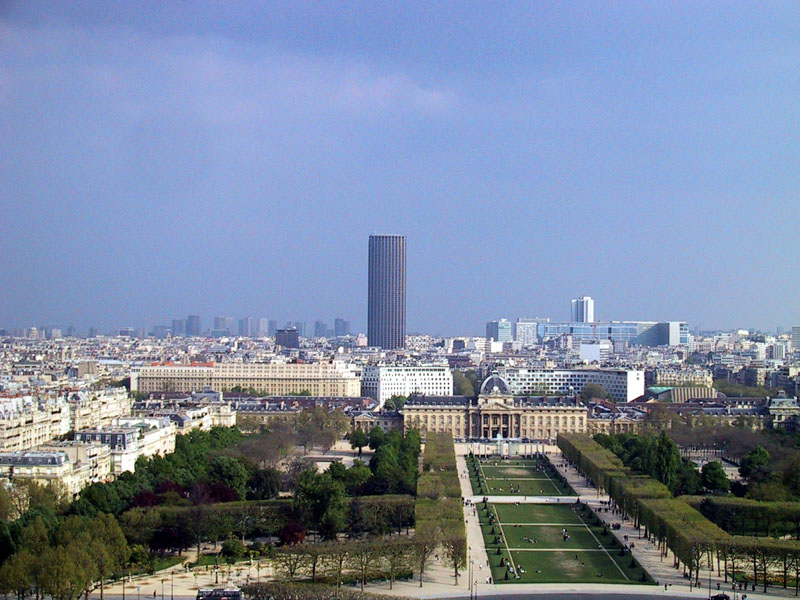
A Tour Montparnasse az Eiffel-toronyból nézve
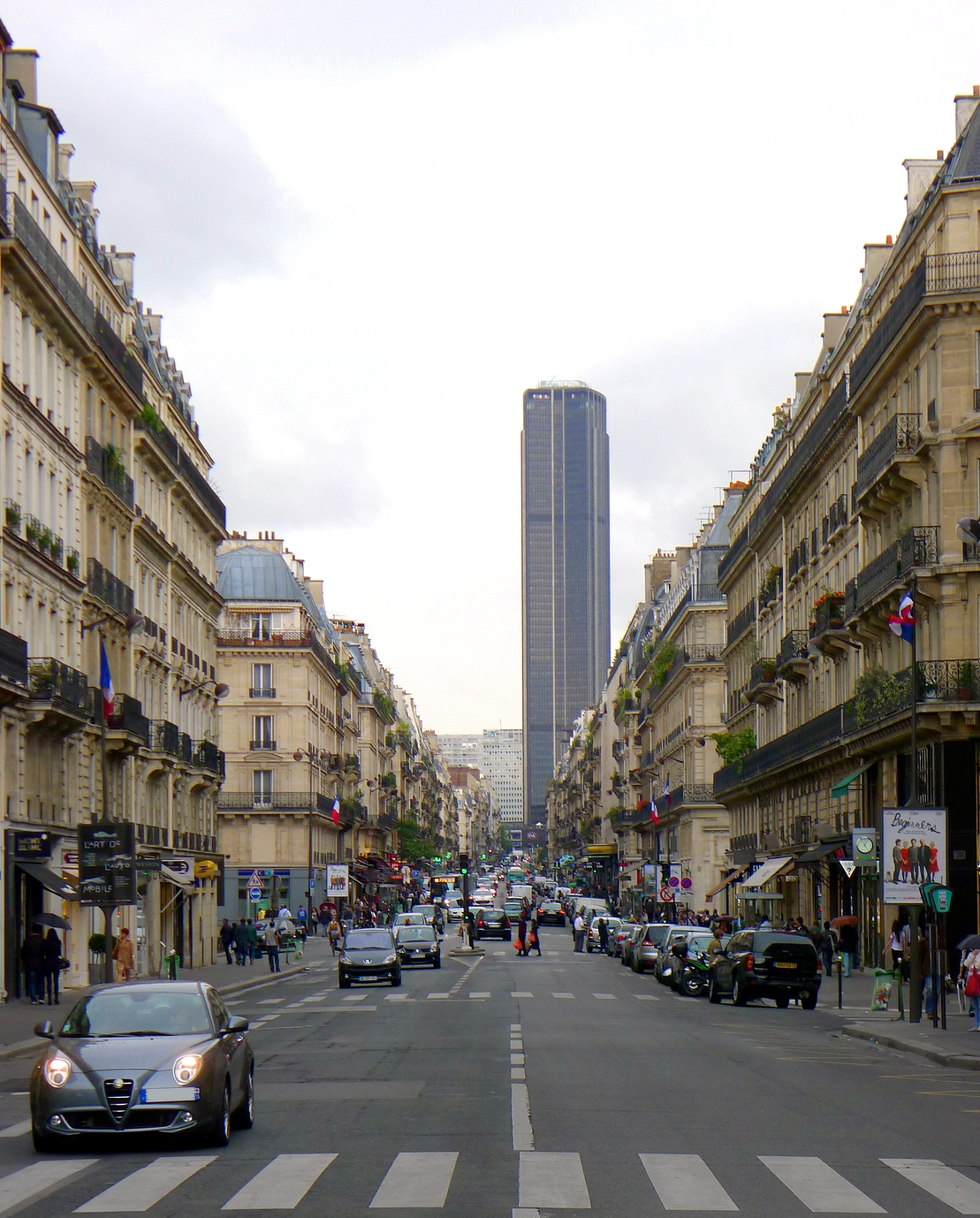
A Tour Montparnasse a Rue de Rennes utcából nézve
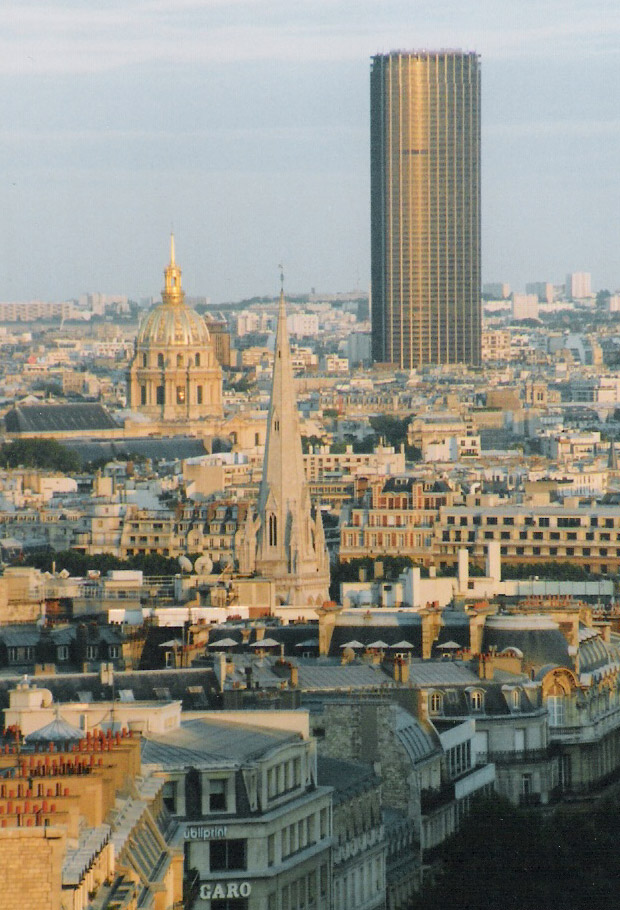
A Tour Montparnasse az Arc de Triompheról fotózva